# Estadio Tecún Umán
El Estadio Tecún Umán ubicado en el departamento de San Marcos en el occidente del país, en uno de los municipios más cálidos del país su nombre se debe a que en ese municipio se encuentra la frontera con el mismo nombre y en honor al héroe maya k'iché Tecún Umán.
Con capacidad para 3000 aficionados, es la casa del equipo local, el Deportivo Ayutla.
- Datos: Q5848408